# Sundsereds naturreservat
Sundsereds naturreservat är ett naturreservat i Mullsjö kommun i Jönköpings län.
Området är skyddat sedan 2024 och är 4,3 hektar stort. Det är beläget söder om samhället Mullsjö och består av en ravin som sluttar ner mot sjön Stråken. I ravinen finns ett vattendraget och lövskog.